# Bakteriální spála růžovitých

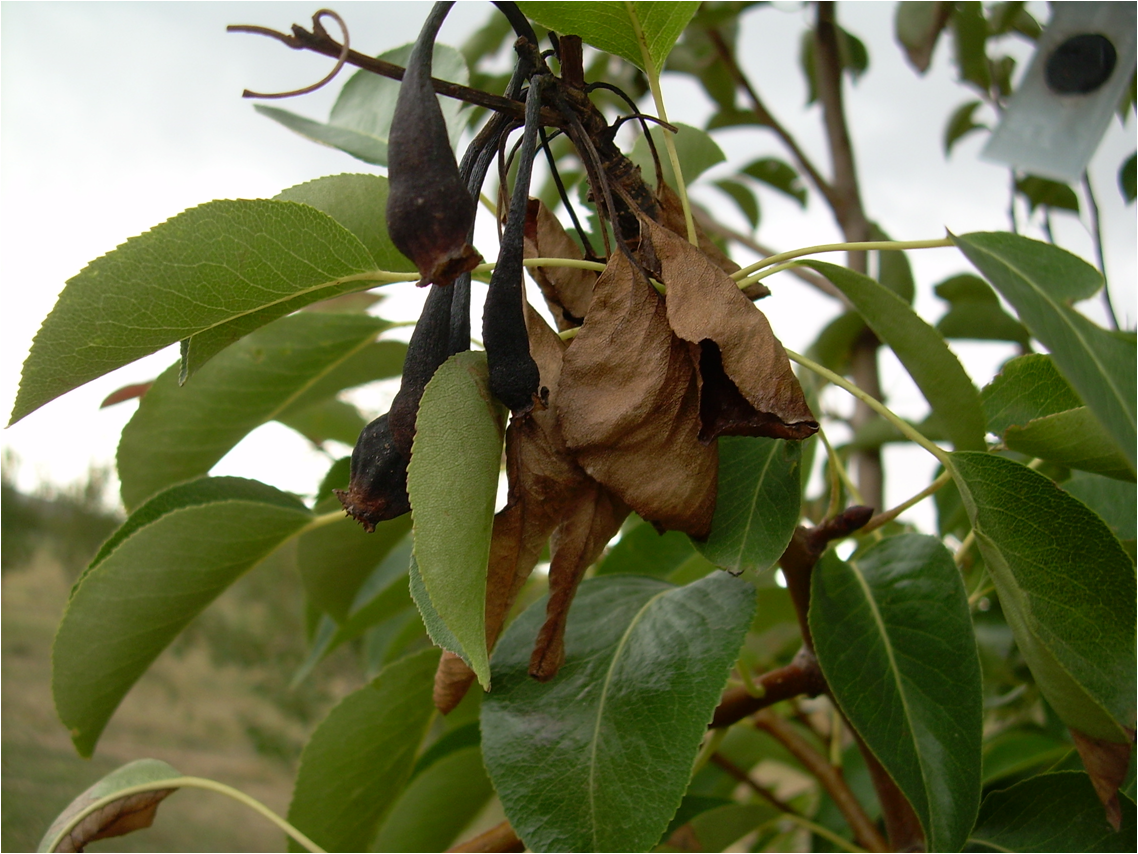
Bakteriální spála růžokvětých na hrušce.

Bakteriální spála růžovitých je bakteriální choroba růžovitých způsobená bakterií Erwinia amylovora (synonymum Micrococcus amylovorus, Bacillus amylovorus, Bacterium amylovorus). Je velmi závažným ochořením pro ovocnáře, školkaře i sadovníky. Celosvětově je tento patogen považován za nejdestruktivnější bakteriální onemocnění této čeledi. Na rostlinách se projevuje vadnutím a odumíráním květů, listovou spálou, spálou plodů, usycháním a odumíráním vegetačních vrcholů (hákovité ohýbání letorostů) a větví. Za optimálních podmínek, může zničit celý sad, nebo okrasnou školku v jediném vegetačním období. Má mnoho hostitelů, napadá 170 druhů rostlin. Vývoj choroby je rychlý a často není způsob jak postiženou dřevinu zachránit.

## Popis původce

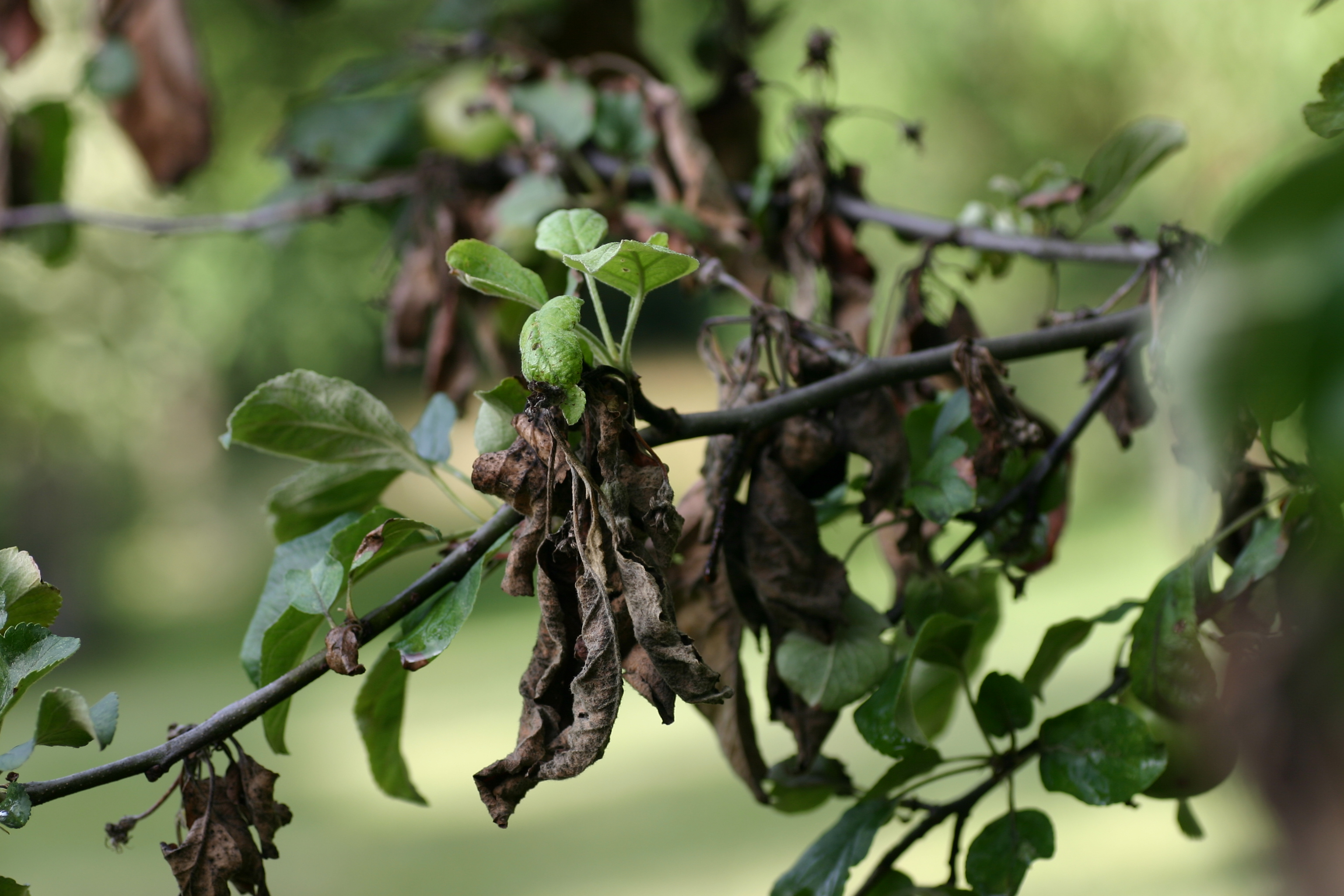
Bakteriální spála růžovitých na jabloni.

Původcem choroby je bakterie Erwinia amylovora, karanténní organismus. Jde o gram-negativní tyčinkové bakterie v čeledi Enterobacteriaceae jejichž optimální teplota pro růst se pohybuje mezi 21 a 28 °C. Minimální a maximální teplota pro vývoj této bakterie je mezi 3 až 12 °C a 32 až 42 °C.

## Hostitel
Nejcitlivější z ovocných dřevin jsou hrušky, ale choroba napadá i jabloně, mišpule, kdoule, jeřáb, hloh, skalník, hlohyni, muchovník olšolistý, muchovník kanadský, blýskavku Davidovu (Stranvaesia davidiana). Maliník a některé jiné rostliny z čeledi růžovité jsou také zranitelné. Závažnost onemocnění rostliny závisí na různých faktorech. Patří mezi ně klimatické a místní podmínky, druh rostliny, odrůda, zdravotní stav, intenzita infekce.

## Geografické rozšíření patogena
Onemocnění pochází ze Severní Ameriky, odkud se rozšířilo do zbytku světa. V ČR a EU je patogen regulovaným (karanténním) škodlivým organismem. Poprvé byla zachyceno ve státě New York v roce 1780. Do severní Evropy byla zavlečena v 50.–60. letech 20. století. Ačkoliv se od té doby pomalu šíří na jih, poměrně velké plochy ve Francii a
Německu stále zůstávají bez nákazy. V roce 1958 se choroba objevila v Maidstone v Anglii a o devět let později na evropském kontinentu. Erwinia amylovora byla prokazatelně identifikována ve 40 zemích. V ČR byl první výskyt patogenu prokázán v roce 1986 v Praze (potvrzen Kudela, 1988). Dnes je choroba rozšířena po celém území ČR.
Státní rostlinolékařská správa vykonává každoročně detekční průzkum ke zjištění rozsahu výskytu Erwinia amylovora na území ČR a vymezovací průzkum za účelem uznání nárazníkových zón v okolí míst produkce hostitelských rostlin Erwinia amylovora určených k pěstování, aby mohly být tyto rostliny uváděny na trh na území chráněných zón uznaných pro Erwinia amylovora v některých členských státech EU.Výskyt Erwinia amylovora se dále zjišťuje v rámci soustavné rostlinolékařské kontroly prováděné v ovocných a okrasných školkách a v jejich okolí.
Členské země EPPO (European and Mediterranean Plant Protection Organization) s potvrzeným výskytem choroby: Rakousko, Belgie, Bosna a Hercegovina, Bulharsko, Chorvatsko, Kypr, Česká republika, Dánsko, Egypt, Francie, Irsko, Izrael, Itálie, Jugoslávie (Srbsko, Kosovo, Slovinsko), Libanon, Lucembursko, Makedonie, Maďarsko, Německo, Nizozemsko, Norsko, Polsko, Rumunsko, Řecko, Slovensko, Španělsko, Švédsko, Švýcarsko, Turecko, Velká Británie (mimo Severního Irska), Ukrajina.

Asie: Arménie, Čína, Kypr, Izrael, Japonsko – popřeno vládními institucemi, "bacterial short blight" sněť asijské hrušky, vyskytující se v Hokkaido, je podle některých autorů způsobena organismy nerozeznatelnými od E. amylovora, Jordánsko.

Severní Amerika: Bermudy , Kanada, Mexiko, USA (Alabama, Kalifornie, Colorado, Connecticut, Georgie, Illinois, Maine, Maryland, Michigan, New York, Severní Karolína, Ohio, Oregon, Pensylvánie, Texas, Utah, Virginie, Washington, Západní Virginie, Wisconsin).

Střední Amerika a Karibik: Guatemala
Oceánie: Nový Zéland

## Význam
Choroba způsobuje velké ekonomické ztráty na rostlinách i produkci. Způsobuje velké epidemie s širokými ohnisky výskytu jednou za několik let. Průběh infekce je velmi rychlý a zcela devastující. V Rakousku bylo zničeno 50% ovocných sadů jabloní a hrušní, škody ve Švýcarsku byly až 50 milionů eur.

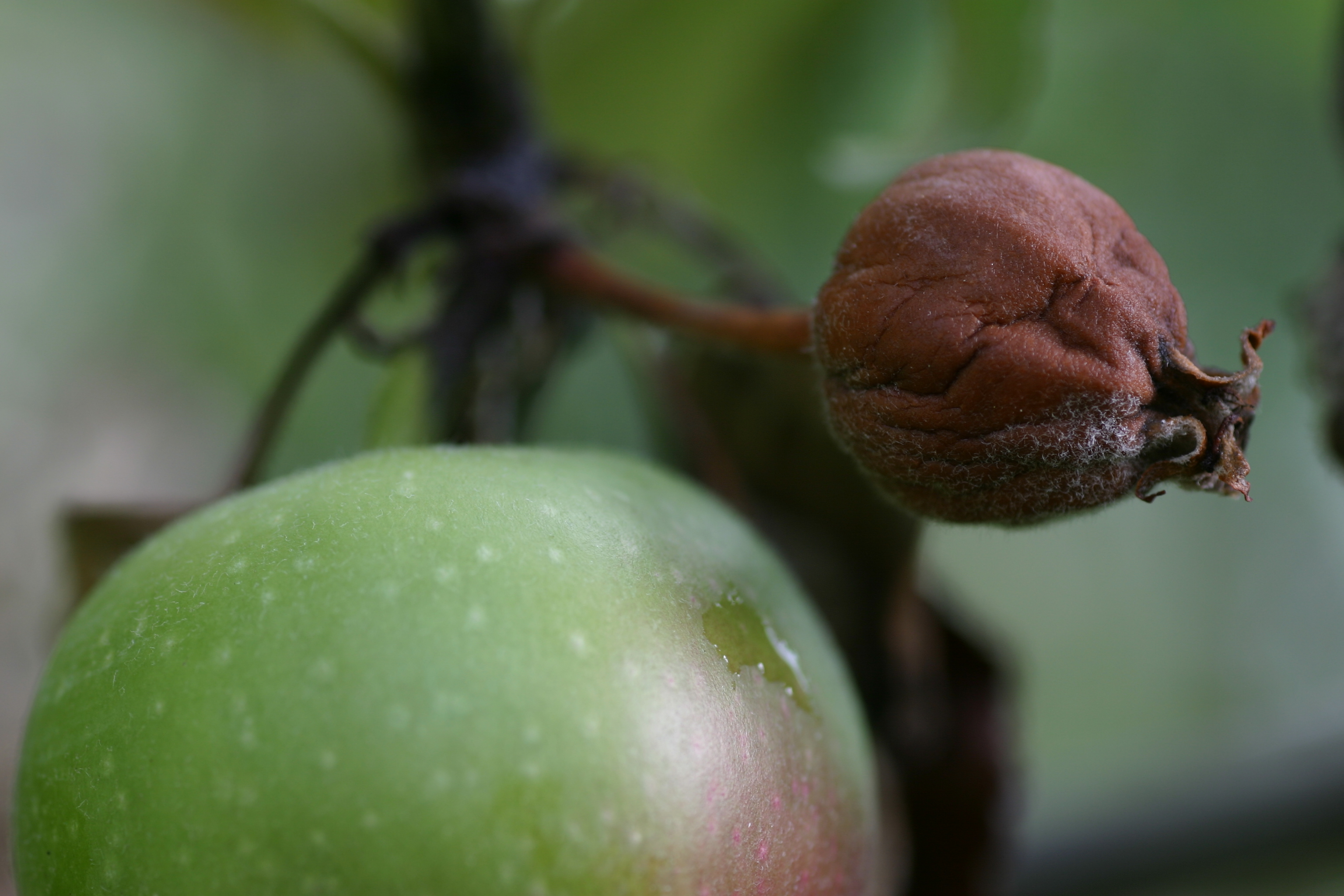
Napadený plod.

## Příznaky
Citlivost ke spále se odvíjí zejména od druhu rostliny, vlastností odrůdy, vyzrálosti rostlinných pletiv a průběhu počasí. Typické příznaky a jejich intenzita se liší také podle způsobu, místa a doby pronikání bakterií do vnitřních pletiv. Patogenem mohou být napadeny všechny nadzemní rostlinné orgány a části rostlin – květy, listy, výhony, větve a plody různých druhů ovocných, okrasných i volně rostoucích dřevin řazených do čeledi Rosaceae.
K napadení jsou nejnáchylnější květy a výhony v prodlužovací fázi růstu. Choroba je zpočátku pozorovatelná na květech a mladých plodech jejichž pletiva tmavnou a vodnatí. Listy rovněž vodnatí, hnědnou a černají. Růstové vrcholy se zkroutí. Rostliny vypadají jako popálené. Choroba přechází na letorosty, kde se projevuje jejich tmavnutím a prohýbáním. Na větvích jsou pozorovatelné tmavší napadená místa, která jsou zpočátku vypouklá, ale později se propadají a vznikají nekrotické skvrny. Časté bývá zhnědnutí pletiv čepele listu ve tvaru klínu, šířící se od řapíku, který patří také k velmi náchylným částem rostliny. U výhonů je charakteristické hákovité ohýbání vrcholků (tzv. „pastýřská hůl“).
Na větvích a kmeni vznikají působením bakterií nekrotické léze, které se při ukončení vegetace svrašťují a vklenou do kůry
Na napadených místech se za vlhkého počasí mohou objevit bělavé kapky bakteriálního slizu. Provazce a kapičky slizu jsou typickým příznakem. Ten se objevuje na povrchu některých orgánů v podobě lepkavých, bělavých a později hnědnoucích a tuhnoucích kapek, povlaků nebo vláknitých útvarů. Větve nalézající se nad napadením hnědnou a zůstávají na nich viset uschlé listy. Rovněž poškozené květy a plody zůstávají viset v korunách stromů. Dochází k odumírání plodonosného obrostu, větších větví i celých stromů. S projevem onemocnění se nejčastěji lze setkat v období krátce po odkvětu a koncem léta.Intenzitu napadení může prodloužit delší období kvetení.
Během dvou až tří týdnů uhynou mladé rostliny. Starší rostliny odolávají více let ale uhynou rovněž. Pro definitivní diagnózu je nezbytné laboratorní vyšetření, vzhledem k tomu, že příznaky spály mohou být zaměněny s chorobami způsobenými jinými patogeny a je zde možnost latentní infekce. Chorobu je třeba potvrdit izolováním původce a laboratorními testy. Pro spolehlivou a rychlou identifikaci patogena lze použít metody imunofluorescenční, dot-ELISA a DNAhybridizaci, jež jsou nejslibnější z navržených.

### Možnost záměny
Příznaky mohou být zaměněny například s napadením vosičkou bodruška hrušňová, silným napadením vlnovníkem nebo strupovitostí hrušně. Při napadení bodruška hrušňová lze rozeznat místo vpichu, nalézt parazitující larvu apod.

## Vektory
Infekci přenášejí včely a jiný hmyz, ptáci, déšť a vítr mohou přenášet bakterie na citlivé tkáně. Poraněná tkáň je velmi náchylná k infekci. Vstupní branou je poranění včetně defektů a trhlin, inzercí nebo poranění hmyzem. Krupobití může nakazit celý sad za pár minut, a pěstitelé nemají čekat, až se příznaky objeví, ale provést ochranná opatření během několika hodin. Bakterie se snadno šíří deštěm (zejména v průběhu kvetení), při němž jsou rozstřikovány z bakteriálního slizu, který je vytlačován na povrch infikovaných orgánů a dostává se na zdravá rostlinná pletiva. Déšť usnadňuje přemístění bakterií z blizny do češule, kde obvykle dochází k infekci.

Mapa výskytu.

## Vývojový cyklus
Bakterie přezimují v napadené borce na okraji ložisek choroby. Je ale nutné podotknout, že pouze asi 10 % z nekrotických lézí korových pletiv jsou aktivní spálová ložiska obsahující živé bakterie, které jsou obvykle přítomné na okraji těchto lézí. Na rostlině se na jaře za příznivých podmínek na těchto postižených místech vytváří bakteriální exudát. K infekcím dochází především v době kvetení. V průběhu vegetace mohou bakterie Ea epifyticky osídlovat květy, plody a listy viditelně zdravých hostitelských rostlin. I bakterie ve zjevně zdravých pupenech mohou být zdrojem inokula pro infekci květů na jaře. Za určitých podmínek mohou přejít bakterie z rezidentské fáze do fáze patogenní a být tak primárním zdrojem infekce u svého hostitele.
Zejména populace bakterií osídlující některé květní části mají schopnost se velmi rychle namnožit. Primární cesta infekce vede přes právě otevřené květy hostitelských rostlin. V České republice jsou chorobou ohroženy zejména a později kvetoucí dřeviny (hloh, skalník), které obvykle kvetou v teplejším období, což je příznivější pro rozvoj patogena. Onemocnění se šíří nejrychleji v horkém, vlhkém počasí Bakterie pronikají přes bliznu a čnělku do semeníku a květními stopkami do větévek stromů. Infikovaná tkáň obsahuje živé bakterie. Za příznivých podmínek se zde v následujícím jaře vytvářejí na postižených částech za teplého počasí kapičky bakteriálního exudátu. Tento exudát je pak zdrojem pro šíření nové primární infekce.

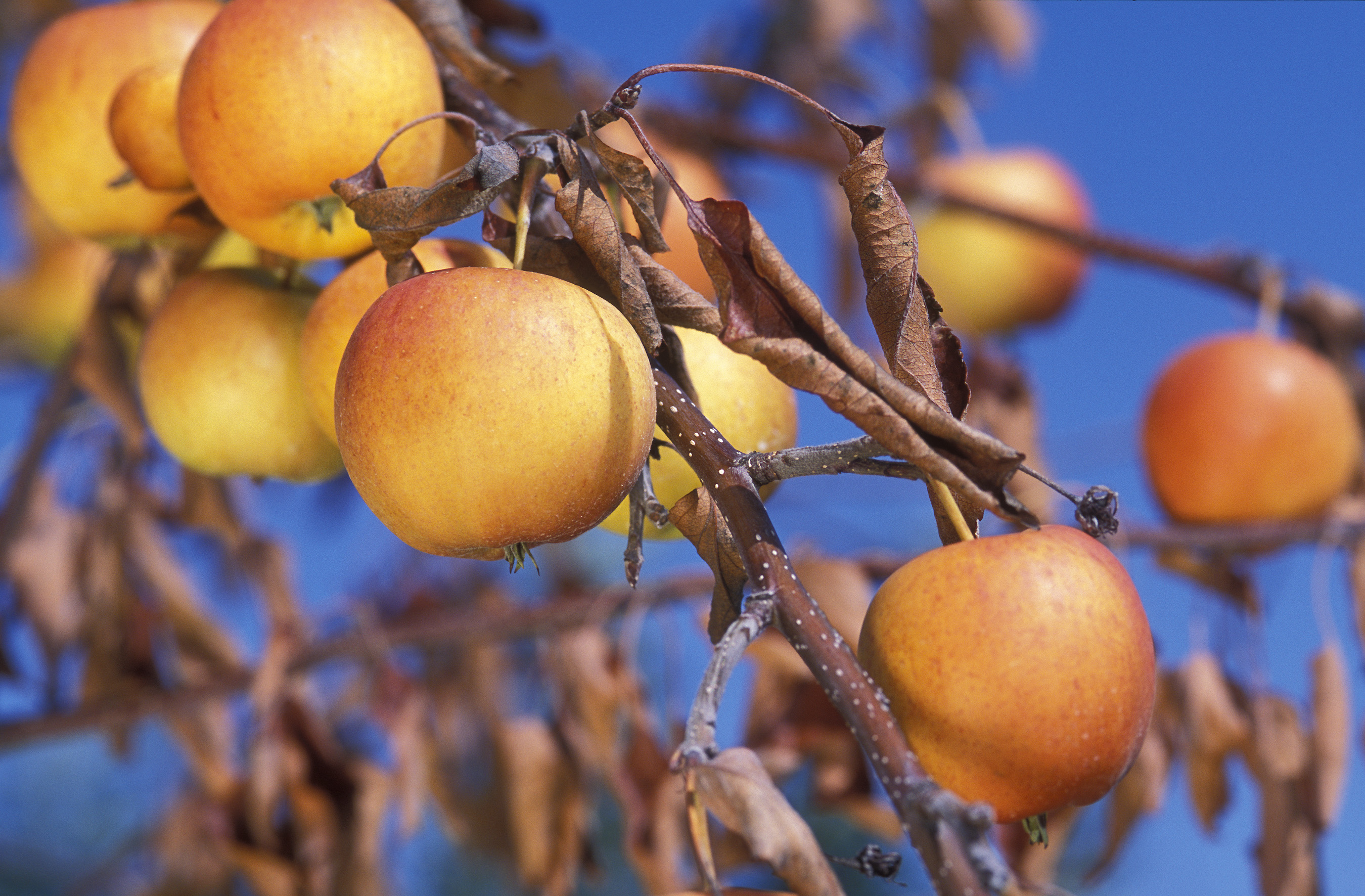
Ovoce dozrávající na chorobou spáleném stromě.

## Diagnostika
Mezi diagnostickými testy používanými v praxi pro prokázání identity spálové bakterie v rostlinném vzorku je zahrnut i test patogenity, jehož provádění je závazné. Pro test patogenity lze využít mladé zelené výhony jádrovin či hlohů, jejichž rostlinná pletiva jsou velmi náchylná k infekci. Tyto testy jsou však časově, prostorově i materiálově nákladné, proto je test patogenity používaný pro spálu růžovitých rostlin obvykle prováděn na nezralých plodech náchylných odrůd hrušní, na odrůdách např. Clappova máslovka nebo Elektra či Konference.
Ty jsou ovšem k dispozici jen krátké období. Proto je doporučován test s využitím technologie explantátových kultur, který by mohl být prováděn nezávisle na ročním období. Test patogenity na explantátových kulturách náchylné odrůdy hrušně není časově omezen a je srovnatelný s testem patogenity na nezralých hruškách. Proto je nyní doporučován pro rutinní využití v diagnostických laboratořích Státní rostlinolékařské správy a dalších pracovištích.

## Ochrana rostlin

### Prevence
Dezinfekce nářadí. Využití tolerantních odrůd a šlechtění na rezistenci.

### Karanténní opatření
Erwinia amylovora je karanténní patogen a jeho zavlečení je zakázáno téměř ve všech zemích světa. Všechny země, dokonce i ty, kde se choroba vyskytuje, zavedly omezení a požadují rostlinolékařská osvědčení při dovozu náchylných hostitelských rostlin a jejich částí. Všechny rostlinné orgány kromě semen jsou považovány za potenciální zdroje pro šíření patogena, ale je všeobecně rozšířeno, že plody ve skutečnosti představují nevýznamné riziko. Nejsou dostatečné chemické nebo jiné způsoby zpracování vedoucí k odstranění původce choroby z rostlinného materiálu, aniž by
byly zničeny tkáně rostliny.

### Chemická ochrana
Postřik měďnatými přípravky po odkvětu. Perspektivní je biologická ochrana s využitím antagonistických druhů bakterií zejména Erwinia herbicola.
Postřiky antibiotikem streptomycin nebo terramycin mohou zabránit vzniku nových infekcí. Použití těchto přípravků je v ČR zakázáno a vedlo v některých oblastech planety k vzniku bakterií rezistentních na streptomycin. Nedávné zvýšení rezistence Erwinia amylovora na postřiky antibiotikem, konkrétně na použití streptomycinu, představují nebezpečí pro mnoho hrušňových sadů v západní části Spojených států. Streptomycin je antobiotikum běžně zde používané v prevenci rozšíření Erwinia amylovora. Po dlouhé odmlce v použití streptomycinu zde Erwinia amylovora neprokázala snížení rezistence, oblast byla kolonizována v drtivé většině kmeny s vysokou rezistencí proti streptomycinu. Erwinia amylovora dále nevykazuje významný rozdíl v mutační rychlosti při srovnání ošetřováním přípravky s vysokou nebo nízkou expozicí streptomycinem. Předchozí studie ukázaly, že rezistence na streptomycin u Erwinia amylovora je způsobena chromozomální mutací. Mnoho nových účinných antibiotik byly použito k léčbě spály s pozitivními výsledky a v současnosti vykazuje malou nebo žádnou rezistenci.
Jedinou jinou výrazně účinnou léčbou pro již infikované rostliny je prořezávat napadené větve a odstranit nákazu z okolí. Bezprostřední odřezání korových nekróz minimálně do vzdálenosti 30 cm od léze směrem do zdravého dřeva významně redukuje množství inokula a patří v souboru ochranných opatření v boji proti spále mezi ta nejdůležitější.
Ekologicky přijatelnou alternativou k často spornému antibiotiku streptomycinu se jeví flavonoidy v jabloních.